# アクイレイア
アクイレイア（伊: Aquileia、フリウリ語: Acuilee）は、イタリア共和国フリウリ＝ヴェネツィア・ジュリア州ウーディネ県にある、人口約3,100人の基礎自治体（コムーネ）。
ローマ時代に建設された古代都市を起源とし、中世初期まではイタリア北東部の中心都市であった。繁栄を極めた当時の遺跡は、世界遺産「アクイレイアの遺跡地域と総大司教座聖堂のバシリカ」として登録されている。

## 地理

### 位置・広がり
ウーディネ県の南部に位置する。ゴリツィアから南西へ約27km、県都ウーディネから南南東へ約35km、州都トリエステから西北西へ約34km、ヴェネツィアから東北東へ約90kmの距離にある。古代都市アクイレイアはアドリア海のほとりに築かれたが、海岸線が移動したため現在は5kmほど内陸に入っている。

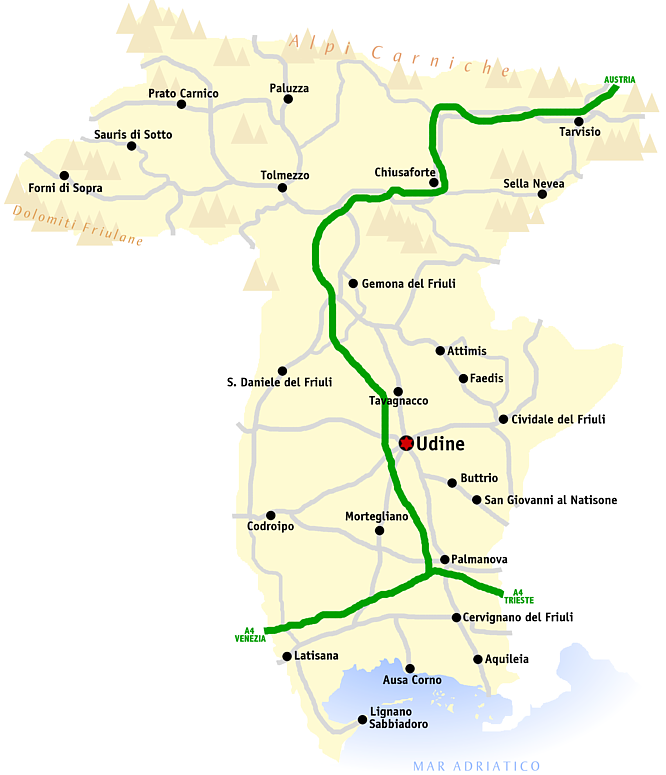
ウーディネ県概略図

#### 隣接コムーネ
隣接するコムーネは以下の通り。括弧内のGOはゴリツィア県所属を示す。
- フィウミチェッロ・ヴィッラ・ヴィチェンティーナ - 北
- グラード (GO) - 南
- テルツォ・ダクイレーイア - 北西

### 地勢
コムーネにはナティッサ川 (it:Natissa) が流れており、アクイレイアの町はその左岸（東岸）に位置している。

### 気候分類・地震分類
アクイレイアにおけるイタリアの気候分類 (it) および度日は、zona E, 2244 GGである。
また、イタリアの地震リスク階級 (it) では、zona 3 (sismicità bassa) に分類される。

## 歴史

### 植民都市アクイレイアの建設

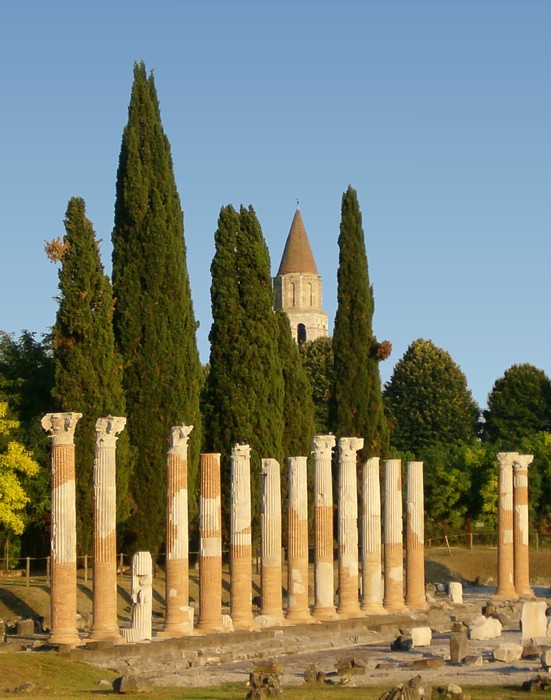
ローマ時代の遺跡

紀元前183年、共和政ローマでアクイレイアを建設するために、プブリウス・コルネリウス・スキピオ・ナシカ、ガイウス・フラミニウス (紀元前187年の執政官)、ルキウス・マンリウス・アキディヌス・フルウィアヌスが三人委員会に選出され、紀元前181年に完成した。アドリア海のほとりにある都市の名は、土地の言葉 Akylis から来ている。アクイレイアは、当時の共和政ローマの東北辺境を防衛する要塞であり、イリュリア戦争にはローマの盟友であったウェネティ人を守り、カルニ人やイストリア人などの好戦的な民族の侵入を防ぐ関門としての機能を果たした。実際、アクイレイアは紀元前183年にガリア人たちが定住した場所からさほど離れていない場所に建設されている。
アクイレイアの植民都市に当初移駐してきた3000人の兵士は、おもにサムニウムの出身であった。彼らとその家族が住民の大半であり、残りは土地のウェネティ人であった。おそらく紀元前173年には ボノニア（ボローニャ）につながる道路が開かれた。紀元前169年、マルクス・コルネリウス・ケテグス (紀元前160年の執政官)らがアクイレイアに植民を追加する三人委員会に選出され、駐屯軍を強化するために、1500人以上のラテン人入植者がその家族と共に定住した。
紀元前148年には北イタリアを横断するポストゥミア街道が建設され、ゲヌア（ジェノヴァ）やクレモナ、アルティヌム（現クアルト・ダルティーノの一部）などの都市と結ばれた。紀元前132年、アドリア海沿いにリミニとアルティヌムを結ぶポッピリア街道 (Via Popilia) が建設されると、アクイレイアの交易活動はさらに活発化した。
軍事的に重要な拠点であったアクイレイアは、同時に交易上の重要な拠点ともなった。アクイレイアではウェネティ人の交易商人によって、バルト海の琥珀の取引も行われている（琥珀街道参照）。また、農業・ブドウ栽培の中心地でもあり、また多くの煉瓦工場も建てられるようになった。
紀元前89年、アクイレイアはムニキピウム（自治市）となり、市民はウェリナ（Velina）というトリブス（選挙区）に帰属することになった。キケロの頃には関税境界も撤廃された。

### ローマ帝国下の繁栄

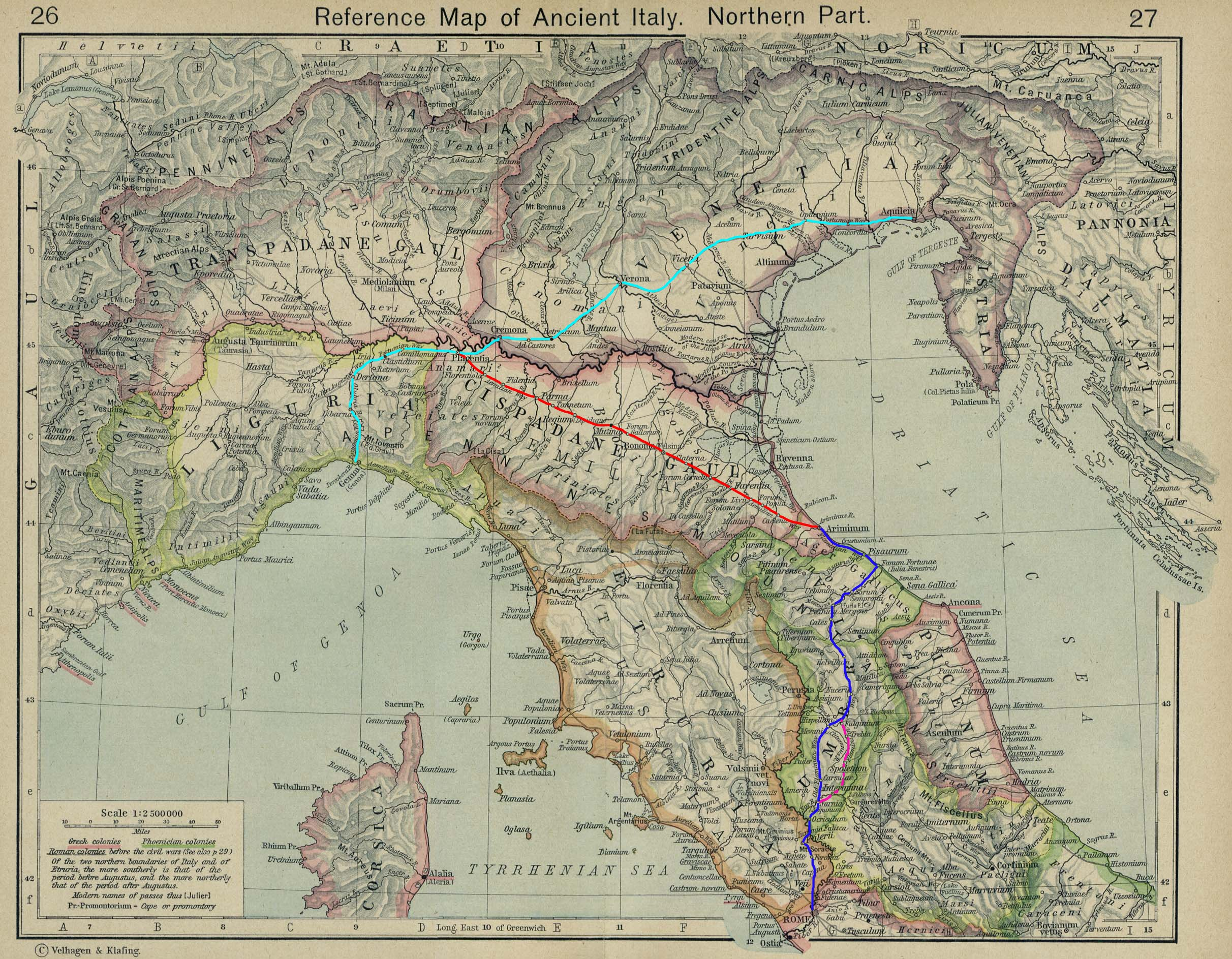
帝政ローマ期の北イタリア。主要街道と属州境界が示されている。ポストゥミア街道（水色）の東端がアクイレイアである。

初代皇帝アウグストゥスの時代（前27年～紀元14年）にはIapydes人の略奪を受けたが、その後再建を果たしている。アウグストゥスは紀元前12年～10年のパンノニア戦争中にこの町を訪問している。アウグストゥスの娘ユリアと2代皇帝ティベリウスの息子がこの町で生まれているが、夭折した。紀元7年に本国第10州「ヴェネツィア・エト・ヒストリア」 (it:Regio X Venetia et Histria) が設置されると、1世紀を通じて文化と経済は大きく発展し「第二のローマ」とまで呼ばれるようになった。
アクイレイアは、帝国の北東部の都市ウェルディデナ（インスブルック）へ向かうユリア・アウグスタ街道 (it:Via Iulia Augusta) の出発点であった。この街道はいくつもの道を枝分かれさせており、ドナウ川沿いのノリクムに向かう道はウィルヌム（クラーゲンフェルト）を経てリーメス沿いのラウリエウム（ロルヒ）へ、パンノニアに向かう道はアエモナ（リュブリャナ）、シルミウム（スレムスカ・ミトロビツァ）へ繋がっていた。また、アドリア海沿いにタルサティカ（リエカ近郊）やシスチア（シジャク）に向かう道は、タルゲステ（トリエステ）やイストリアの沿岸都市を結んでいた。
町にはイタリア出身の人々のほか、ケルト人、イリュリア人、ギリシア人、エジプト人、ユダヤ人、シリア人が暮らし、商業発展に貢献していた。宗教面では、土地の太陽神ベレヌスを置き換えたローマの神殿信仰が大きな支持者を持っていた。ユダヤ人は祖先からのユダヤ教の戒律を実践していたが、ユダヤ人のうちから最初のキリスト教徒になった人々も出てきたと考えられている。兵士たちの中にはミトラ教を奉じる者もあった。
ユダヤ人職人の手がけるガラス工芸品は、この町の特産品となった。この町の輸出品目にはワインもあり、とくに Pucinum が有名である。また、バルト海との琥珀交易も続いていた。ノリクムで産出される金属はこの町で鍛造されて取引され、油はアフリカ属州からもたらされていた。
167年のマルコマンニ戦争で、アクイレイアは激しい攻勢にさらされた。アクイレイアの防壁は、長い平和の間に弱体化していた。168年、マルクス・アウレリウス帝はアクイレイアを帝国東北部第一の要塞都市として修築し、蛮族の脅威に備えた。都市は最盛期を迎え、人口は10万人を数えた。238年、最初の軍人皇帝マクシミヌス・トラクスに対して元老院が反旗を翻した際、アクイレイアは元老院側に立って戦った。防備を急ぎ固めたアクイレイアの町は、マクシミヌス・トラクスが暗殺されるまでの数ヶ月間攻撃に耐え、その堅牢さを証明した。

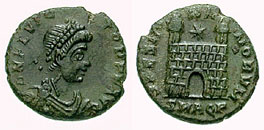
4世紀後半の簒奪者フラウィウス・ウィクトルが描かれたアス (青銅貨)。アクイレイアの造幣所で鋳造された。

ディオクレティアヌス帝（在位: 284年 - 305年）の治世、アクイレイアには宮殿が建設され、以後の皇帝はしばしば滞在した。アクイレイアが造幣所を持ち、独自の通貨を作るようになったのもディオクレティアヌス帝の治世である。コンスタンティヌス1世（在位: 306年 - 337年）もこの町に長く滞在し、その治世の重要な出来事のいくつかはこの町で行われた。また、アクイレイアは海軍の基地となり、ヴェネツィア・エト・ヒストリア州の知事 (it:Corrector) の治所であった。4世紀の終わり、アウソニウスは世界で9番目に大きな都市としてアクイレイアを挙げ、ローマ、メディオラヌム（ミラノ）、カプアに次いで言及している。
重要な都市であるアクイレイアは、しばしば争奪の舞台となった。340年、コンスタンティヌス1世の死後に発生した3人息子たちの争いの中で、アクイレイアを奪おうと侵攻した長男コンスタンティヌス2世は、三男コンスタンス1世に敗れ、この町の城壁の下で殺害されている。
コンスタンティヌス1世によってミラノ勅令（313年）が出され、キリスト教が公認された後、司教テオドーロ (it:Teodoro di Aquileia) は最初の教会を設立した。アクイレアの教会は東方地域（ドナウ川、ハンガリー、イストリア、バルカン方面）の布教において拠点としての役割を持つこととなった。アクイレイアの司教は首都大司教（metropolitan archbishop）の格に位置づけられた。381年に最初の会議が開かれて以来、この町では数世紀に亘って教会会議の舞台となった (Councils of Aquileia) 。

### 中世
401年と408年の二度にわたり、アクイレイアは西ゴート族のアラリック1世によって包囲された。住民の一部は、潟湖（ラグーナ）に避難した。458年、町はフン族のアッティラによって破壊された。アクイレイアの市民たちは、付近の小さな集落の住民たちとともに潟湖に逃れ、ヴェネツィアやグラードの町の基礎を築いた。
アッティラによる破壊ののち、アクイレイアの町は規模を小さくしながらも再建された。553年に、アクイレイアの大司教は総大司教（Patriarch）になる。しかし、568年のランゴバルド人の侵入によって町は放棄された。町は590年にランゴバルド人によって再び破壊された。
アクイレイアの総大司教パウリヌス1世 (Paulinus I of Aquileia) はグラードに逃れ、ビザンチン帝国の保護を受けた。606年、グラードに滞在していたアクイレイア総大司教はローマと和解した。しかし、これを不服とする人々はアクイレイアで新たに総大司教を選出した。こうして「アクイレイア総大司教」の座は、本土のアクイレイアを拠点としランゴバルド王国の保護を受けるものと、グラードを拠点としラヴェンナ（のちヴェネツィア共和国）の保護を受けるもの (it:Patriarcato di Grado) の2つに分裂する。アクイレイア総大司教の分裂は699年まで続くが、総大司教の座所がコルモンスやチヴィダーレに移転したあとも「アクイレイア総大司教」の称号を名乗り続けた。
ランゴバルド王国の下、アクイレイアと周辺地域を統治していたのは、チヴィダーレを拠点とするフリウリ公であった。774年、カール大帝がランゴバルド王国を征服すると、フランク人のエリックをフリウリ公に封じた (Eric of Friuli) 。787年、カール大帝は、アクイレイア総大司教パウリヌス2世 (Paulinus II of Aquileia) を宮廷の文法博士とした。パウリヌスは主にチヴィダーレで暮らしていた。後継者のマクセンティウスはアクイレイアの再建を構想したが、この計画は結局実現することはなかった。

マクセンティウスが総大司教であった時期、ローマ教皇はマントヴァのシノドでアクイレイアの総大司教がグラードの総大司教の上位に立つことを認めた。しかし、現実にはアクイレイアにとって悪い方向に進んだ。アクイレイアの廃墟は建築資材として絶えず破壊と略奪の対象となった。10世紀にはカロリング朝の崩壊にともない、住民たちはマジャール人の侵入に苦しむことになる。
11世紀までには、アクイレイアの総大司教の持つ力は大きなものとなり、フリウーリとアクイレイアの世俗的な統治権を主張するようになった。神聖ローマ帝国は総大司教にこの地域を与え、封建領主とした。もっとも、総大司教の持つ世俗権力に関しては、在地の貴族たちから絶えず批判され、攻撃にさらされた。11世紀前半の総大司教ポッポ (Poppo, Patriarch of Aquileia) は、アクイレイアの聖堂の再建を行った人物であるが、1027年と1044年にグラードを攻撃・破壊している。ローマ教皇はグラードの総大司教の尊厳を再確認したが、グラードの町が完全に復興することは無かった。グラードの総大司教座は、1450年にヴェネツィアに公式に移転する。
総大司教座は、1238年にウーディネに移った。14世紀、総大司教領は最大となり、その領域はピアーヴェ川流域からジュリアン・アルプス山脈、イストリア北部にまで及んだ。

### 総大司教座の解体

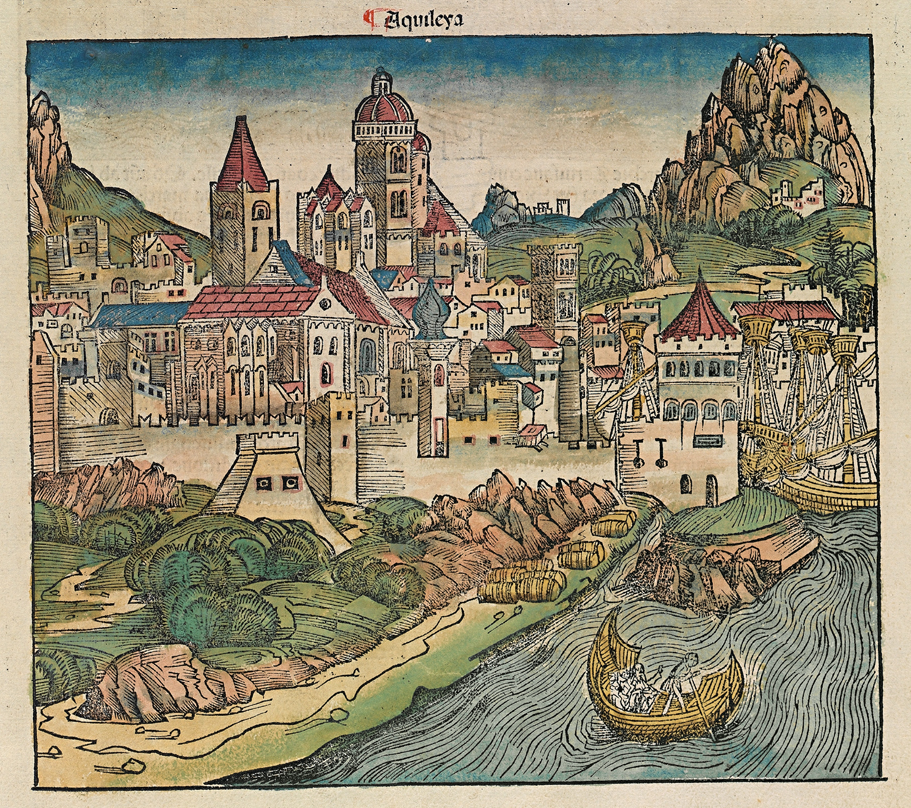
ニュルンベルク年代記（1493年）に描かれたアクイレイア

1420年にヴェネツィアがウーディネを併合し、総大司教座はアクイレイアに帰還した。1445年、ヴェネツィアとの争いに敗れた総大司教ロドヴィコ・トレヴィザン (Lodovico Trevisan) は、ヴェネツィア政府から与えられる年額5000ダカットの俸給と引き換えに、古代から引き継がれてきた世俗の所領を没収された。以後、アクイレイア総大司教の座にはヴェネツィア人のみが就くことを許された。アクイレイア総大司教領はヴェネツィア共和国の一部に取り込まれて「パトリア・デル・フリウーリ」と呼ばれるようになり、ウーディネに駐在する General Proveditor あるいは "Luogotenente" によって統治されることになった。
1751年、総大司教座は正式に解体され、代わってウーディネとゴリツィアに司教座が置かれた。

## 見所

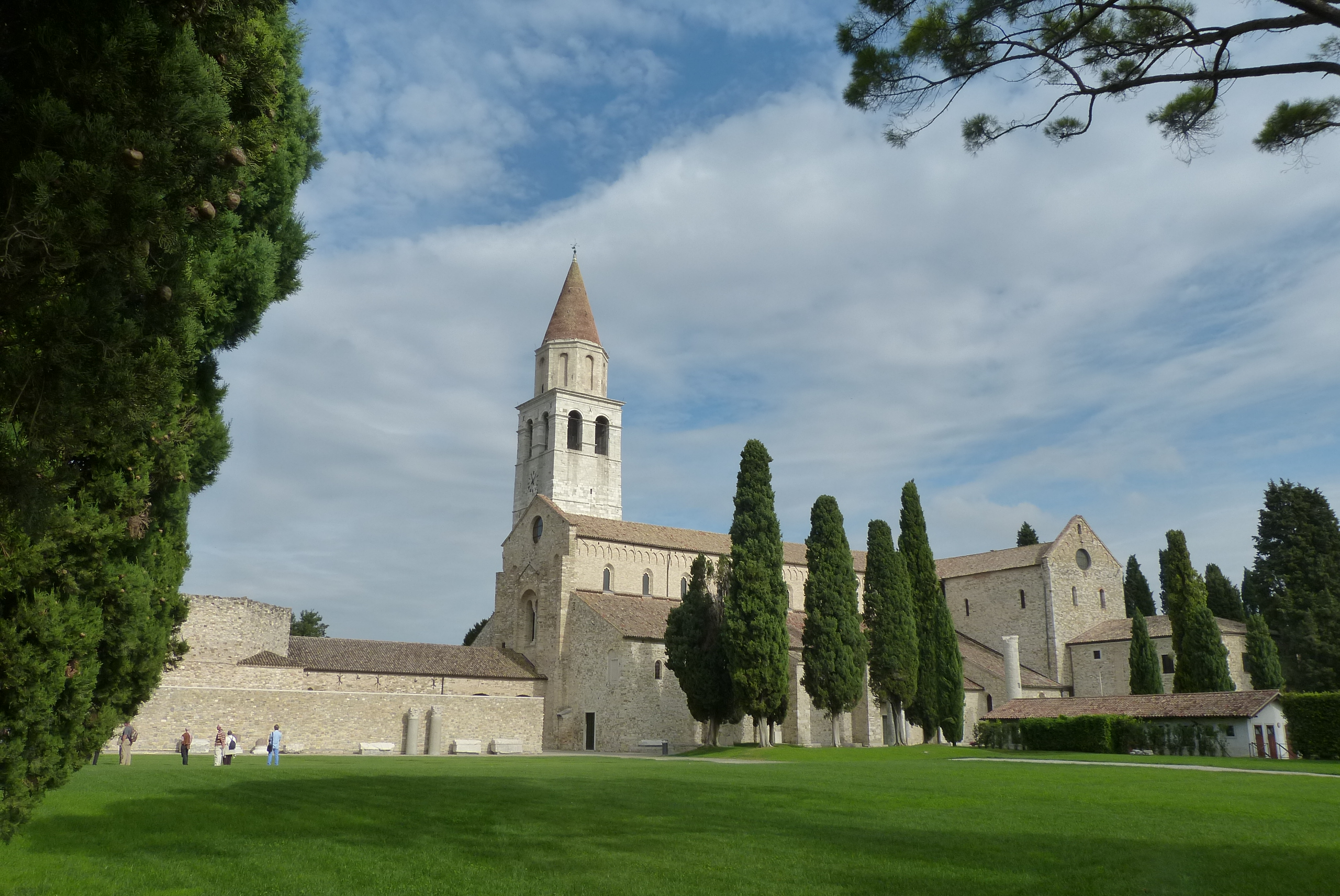
バシリカ

- パガーニの教会(Chiesa dei Pagani )
- 初期キリスト教博物館(Museo Paleocristiano)
- 国立考古学博物館(Museo Archeologico Nazionale)
- アクイレイア考古学博物館(Museo Archeologico di Aquileia)
- バジリカ(La Basilica, 1031年)

## 人物

### 著名な出身者
- ピウス1世 - 2世紀のローマ教皇
- ルイジ・デルネーリ - サッカー選手・指導者

## 交通

### 道路
- SS352  (it:Strada statale 352 di Grado)